# Олов'яні руди
Олов'яні руди (рос. оловянные руды, англ. tin ores, cassiterites, tin stone; нім. Zinnerze n pl) — мінеральні утворення з вмістом олова у таких кількостях, що його доцільно видобувати. Відомо більше 90 мінералів олова. Промислові олов'яні руди переважно (85 %) представлені каситеритом (бл. 78 % Sn) і станіном (22–28 % Sn). Підвищені кількості олова (до 25 %) у вигляді домішки, що має пром. значення, також є в силікатних мінералах оловоносних скарнів: ґранатах, піроксенах, боратах і ін. Тривалий час практичний інтерес серед мінералів олова становив лише каситерит. Сучасні схеми переробки руд олова дозволяють також використати олововмісні мінерали в інших рудах (станін, франкеїт, норденшельдин), а також силікатні мінерали оловоносних скарнів і ін.
Промислові запаси олова зосереджені в розсипних родовищах та корінних родовищах. Розсипні родовища ефективні для розробки, щорічно з них видобувається 65-70% олова. Корінні родовища представлені каситеритсульфідним, каситерит-грейзеновим, каситерит-силікатним, каситериткварцовим, апоскарновим рідкометально-пегматитовим типами, серед яких провідним є каситерит-сульфідний (17% світових запасів).

## Корінні родовища
Корінні родовища олов'яних руд сформувалися в породах алюмосилікатного складу і представлені каситерит-кварцовими і каситерит-сульфідними рудами (пром. вміст Sn 0,1–0,3 %). Важливе промислове значення мають розсипи (середній вміст Sn бл. 300–500 г/м³). Головні видобувні країни — Малайзія, Індонезія, Бразилія, Таїланд, Болівія. Рудопрояви олова відомі в межах Українського щита та Приазовського тектонічного блоку.
Унікальні корінні родовища олова (Кінта в Малайзії, Маун-Плезант в Канаді) мають запаси понад 100 тис. т, великі — 100–25 тис. т, середні — 25–5 тис. т і дрібні — менше 5 тис. т. Багаті руди містять олова понад 1 %, рядові — 1–0,4 %, бідні — 0,4–0,1 %. Розсипи розробляють при вмісті олова 0,01–0,02 % або 100–200 г/м³, але є багаті розсипи із вмістом до 2–3 кг/м³.

## Розсипи
Оловоносні розсипи відомі: в Росії — на Чукотці (Пиркикай), в Республіці Саха (Депутатське), Примор'ї (Воскресенське), в Малайзії (Кінта, Перак), Індонезії (Банку), Таїланді (Чанват), Китаї (Нюшипо), В'єтнамі (Тук), Бразилії (Родонді), Конго (Маноно-Кітотоло) і Нігерії (Баучи). Вони утворилися за рахунок руйнування головним чином пегматитових, ґрейзенових і частково гідротермальних родовищ олова. Для формування розсипів сприятливі родовища штокверкових руд.
Виділяють елювіальні, делювіальні, алювіальні і прибережно-морські розсипи каситериту. Елювіальні і делювіальні розсипи мають потужність до 20–30 м, іноді до 60–80 м. Середній вміст каситериту 0,5–1,5 кг/м³, але в збагачених нижніх шарах досягає 5–6 кг/м³. Алювіальні розсипи найбільш поширені і зустрічаються в різних кліматичних зонах. У місцях сполучення основної долини з розсипами приток виникають складні вузли з високим вмістом каситериту до 15–20 кг/м³ і збільшеною потужністю пласта. Потужність оловоносних пластів, а також туфів, що їх перекривають, змінюється від часток метра до перших десятків метрів, в середньому 0,5–1 м. Вміст каситериту від 0,2–0,3 до декількох кг/м³, в середньому 0,6–0,8 кг/м³. У важку фракцію, крім каситериту, можуть потрапити рутил, вольфраміт, золото, танталіт, колумбіт, магнетит, пірит, гематит, ґранат, топаз, циркон, флюорит і анатаз. Прибережно-морські розсипи простежуються в глибінь моря на відстань до 5–15 км від сучасної берегової лінії, що відповідає 30 м глибини від поверхні моря. Розробляються в країнах Південно-Східної Азії.

## Промислові родовища
Серед промислових родовищ олов'яних руд виділяють:
- пегматитові,
- скарнові,
- ґрейзенові,
- плутоногенні гідротермальні,
- вулканогенні гідротермальні,
- розсипні.

### Пегматитові родовища
Пегматитові родовища олов'яних руд відомі в Східному Сибіру (РФ), Конго (Маноно-Кітотоло), США (Сільвер Гілл), Канаді (Берд Рівер). Руди зазвичай комплексні, розробляються на Sn, Та, Nb, Sc і Rb, частково на W і Bi. Найбагатші оловом (до 0,1 %) альбітові і альбіт-сподуменові пегматити. Оловоносність в них пов'язана з процесами альбітизації і ґрейзенізації. Головні мінерали: рудні — каситерит, сподумен, петаліт, амбілгоніт.

### Ґрейзенові родовища
Ґрейзенові родовища олв'яний руд відомі: в США (Лост Рівер на Алясці), РФ — на Чукотці (Екуг), в Республіці Саха (Кестер, Бутигичаг), Забайкаллі (Етика), Примор'ї (Чапаївське), на Малому Хінгані (Олонойське), в Узбекистані (Актас); в ФРН (Альтенберґ), Чехії (Циновець), Китаї (Ліму), М'янмі (Мауча). Руди часто комплексні, крім Sn містять W, Li, Ta і Nb. Головні мінерали: каситерит, вольфраміт, арсенопірит, цинвальдит.

### Скарнові родовища
Скарнові родовища олов'яних руд відомі: в Примор'ї (Ярославське), Середній Азії (Майхура, Сари-Булак) і Карелії (Піткяранта, Кітеля), Китаї (Лаочан), Малайзії (Беатріс), Індонезії (Клаппа, Кампіт) і Мексиці (Антоніо). Рудні тіла мають пластову і лінзовидну, а також січну трубоподібну, рідше — жильну форму. Руди олов'яні і комплексні (Sn-W, Sn-Cu, Sn-Rb-Zn), характеризуються складним мінеральним складом. Головні мінерали: магнетит, каситерит, шеєліт, піротин, арсенопірит, пірит, халькопірит, сфалерит і ґаленіт.

### Плутоногенні гідротермальні родовища
Плутоногенні гідротермальні родовища. Серед родовищ олова зустрічаються найчастіше, відомі: на Чукотці (Валькумей), в Якутії-Сахі (Депутатське, Еге), Примор'ї (Хрустальне), Приамур'ї (Сонячне), Забайкаллі (Хапчеранга, Шерлова Гора), у Великій Британії (Долкоатс, Крофті), Канаді (Маунт-Плезант), Австралії (Маунт-Бішоф). Рудні тіла представлені жилами головним чином в крутих тріщинах сколу, жилоподібними тілами в зонах дроблення, штокверковими зонами і рідше — трубоподібними тілами в місцях перетину розломів або тріщин. Розміри рудних жил десятки — сотні метрів в довжину за простяганням, 300–350 м за падінням при потужності від 0,1 до 2–3 м; часто вони утворюють жильні поля, що простягаються на декілька кілометрів і до 1000 м за падінням. Головні мінерали: рудні — каситерит і піротин.

### Вулканогенні гідротермальні родовища
Вулканогенні гідротермальні родовища олов'яних руд відомі: в Болівії (Ллалагуа, Потосі, Оруро), в Росії — на Малому Хінгані (Джалінда, Хінганське), Мексиці (Дуранга, Ель-Сантін) і Японії (Акенобе). Рудні тіла представлені жилами, що розгалужуються, рідше зруденілими зонами дроблення і штокверками. Потужність рудних жил змінюється від 0,1 до 2–3 м, в середньому близько 1 м. Вони простежуються за простяганням на десятки і сотні метрів, за падінням — на такі ж відстані, але навіть на великих родовищах, де рудні тіла простягаються до глибини 700–800 м, продуктивний інтервал складає не більше 250–300 м. Для жил характерна наявність багатих рудних стовпів. Руди олов'яні, часто комплексні (Sn-Ag, Sn-Pb-Zn). Мінеральний склад складний. Головні мінерали: рудні — каситерит (іноді дерев'янисте олово), станін, бісмутин, арсенопірит, піротин.

## Оловоносні руди в Україні
В Україні родовищ олова не знайдено. На західному фланзі Пержанського рудного поля виявлена перспективна площа з олов'яним та рідкісноземельно-рідкіснометалічним зруденінням. Концентрації олова (іноді до 10 %) приурочені до метасоматично змінених пержанських гранітів, метасоматитів та ґрейзенів. Прогнозні ресурси олова за категорією Р1 складають понад 230 тис.т.